# Walid Khalidi
Walid Khalidi (en árabe: وليد خالدي‎, 16 de julio de 1925 en Jerusalén) es un historiador palestino educado en Oxford que ha escrito ampliamente sobre la Nakba o éxodo palestino. Es cofundador del Instituto de Estudios Palestinos, creado en Beirut en diciembre de 1963 como un centro de investigación y divulgación independiente que se centra en el caso de Palestina y en el conflicto árabe-israelí. Khalidi fue su secretario general hasta 2016.
El primer trabajo de Khalidi como profesor fue en Oxford, un puesto del que dimitió en 1956 en protesta por la invasión británica de Egipto en la Guerra de Suez. Fue profesor de Estudios Políticos en la Universidad Americana de Beirut hasta 1982, tras lo que se convirtió en socio investigador del Centro Harvard para Asuntos Internacionales. También ha dado clases en la Universidad de Princeton.
Es miembro de la Academia Estadounidense de las Artes y las Ciencias y ha sido un intelectual influyente en el campo académico, en el diplomático y en el del desarrollo institucional. Según Rashid Khalidi, su trabajo académico en particular ha jugado un papel clave por su influencia en las reacciones tanto palestina en particular como árabe en general a la pérdida de Palestina, y a la hora de destacar maneras con las que los palestinos puedan asegurar su presencia y visibilidad en el mapa de Oriente Medio.

## Vida y carrera
Khalidi nació en Jerusalén en el seno de una familia con cinco hijos. Su padre, Ahmad Samih Khalidi, fue decano de la Universidad Árabe de Jerusalén y provenía de una familia con raíces en Palestina desde tiempos anteriores a las Cruzadas. Su madrastra, Anbara Salam Khalidi (en árabe, عنبرة سلام الخالدي), fue una traductora y escritora feminista libanesa que contribuyó significativamente a la emancipación de las mujeres árabes. Uno de los primeros tutores de Khalidi fue el director de Educación en Palestina, G. B. Farrell. El historiador Tarif Khalidi y el bioquímico Usama al-Khalidi eran hermanastros suyos.
Khalidi obtuvo una licenciatura en la Universidad de Londres en 1945, tras lo que estudió en la Universidad de Oxford, en la que obtuvo un Máster en Letras en 1951. A partir de ese momento comenzó a dar clases en la Facultad de Estudios Orientales de la Universidad de Oxford, de la que dimitió tras el ataque tripartito británico, francés e israelí a Egipto en 1956 y siguió enseñando en la Universidad Americana de Beirut. En los años cincuenta escribió dos ensayos sobre Abd al-Ghani al-Nabulsi, un erudito sufí sirio que había escrito sobre la tolerancia y que la practicó con los cristianos y judíos con los que se encontró.
Bajo su liderazgo, el Instituto de Estudios Palestinos, creado en 1963, produjo una larga serie de ensayos monográficos en inglés y árabe, así como varias traducciones importantes de textos hebreos al árabe, entre los que destacan "La Historia de la Haganá" y textos de David Ben-Gurion y Moshé Sharet, algunos de los cuales todavía esperan su traducción a inglés. También ha producido importantes trabajos sobre la caída de Haifa y la masacre de Deir Yassin. Sus trabajos más conocidos son Antes de Su Diáspora, un ensayo fotográfico sobre la sociedad palestina antes de 1948, y Todo lo que Queda, la colección enciclopédica de historias de pueblos y aldeas que editó. En 1982 se convirtió en socio investigador sénior en el Instituto de Estudios sobre Oriente Medio de la Universidad de Harvard. En términos más generales, sus intereses intelectuales van desde la Historia Moderna de Europa hasta las relaciones internacionales, tanto en términos estratégicos como militares.

## Posturas con respecto a Palestina
La postura de Khalidi en cuanto a la cuestión palestina es la defensa de la solución de dos Estados. En la revista Foreign Affairs escribió: "Un Estado palestino en los territorios ocupados, con las fronteras de 1967 y en coexistencia pacífica con Israel es el único candidato conceptual para un compromiso histórico en un conflicto de un siglo de duración. Sin él, el conflicto permanecerá abierto."
En 1991, Khalidi fue uno de los representantes palestinos en la delegación jordano-palestina en las negociaciones de paz para Oriente Medio organizadas en la Conferencia de Madrid, que acabarían desembocando en los Acuerdos de Oslo. No ocupa ningún cargo en la Organización para la Liberación de Palestina (OLP) ni en ninguna de sus ramas.

## Premios
Khalidi recibió un premio en el 15.º aniversario de la Fundación del Patrimonio Palestino por su compromiso con la causa palestina, la comunidad árabe-estadounidense y la nación árabe.

## Opiniones sobre Khalidi
Moshe Brawer, profesor de Geografía en la Universidad de Tel Aviv, escribió que la obra Todo lo que Queda adolece de una "investigación de campo inadecuada." Brawer criticó que Khalidi se fiase demasiado de una versión modificada de las estadísticas municipales de Palestina, que el propio Khalidi admite que proporciona solo unas estimaciones, mientras que no hizo uso de otras fuentes como los archivos municipales o las fotografías aéreas de la RAF, que podrían haber proporcionado unos cálculos más precisos.
Por el contrario, Ann M. Lesch, de la Universidad de Villanova, escribió que "como documentación académica, Todo lo que Queda se convertirá en la fuente definitiva para la investigación del exilio palestino de 1948."

## Obras publicadas
- - (1959) Why Did the Palestinians Leave? Middle East Forum, 24, 21–24, (julio de 1959). Reimpreso como 'Why Did the Palestinians Leave Revisited', 2005, Journal of Palestine Studies, XXXIV, No. 2, 42–54.
  - (1959) The Fall of Haifa. Middle East Forum, 35, 22–32 (diciembre de 1959).
  - (1961) Plan Dalet: The Zionist Master Plan for the Conquest of Palestine. jstor, Middle East Forum, 37(9), 22–28 (noviembre de 1961).
  - (1974) Palestine and the Arab-Israeli Conflict: An Annotated Bibliography. Instituto de Estudios Palestinos.
  - (1978) Thinking the unthinkable: A sovereign Palestinian State. Foreign Affairs, 56(4), 695–713.
  - (1981) Regiopolitics: Toward a U.S. Policy on the Palestine Problem. Foreign Affairs.
  - (1983) Conflict and Violence in Lebanon: Confrontation in the Middle East. Harvard University Press. ISBN 0-674-16075-4
  - (1984) Before Their Diaspora: A Photographic History of the Palestinians, 1876–1948. Instituto de Estudios Palestinos. ISBN 0-88728-144-3
  - (1985) A Palestinian Perspective on the Arab–Israeli Conflict. Journal of Palestine Studies, 14(4) (Verano de 1985), pp. 35–48.
  - (1987) From Haven to Conquest: Readings in Zionism and the Palestine Problem until 1948. Instituto de Estudios Palestinos, Washington D. C..
  - (1988) Toward Peace in the Holy Land. Foreign Affairs.
  - (1989) At a Critical Juncture: The United States and the Palestinian People. Center for Contemporary Arab Studies, Universidad de Georgetown.
  - (1991) The Gulf Crisis: Origins and Consequences. Journal of Palestine Studies, 20(2) (Invierno de 1991), pp. 5–28.
  - (1992) All That Remains: The Palestinian Villages Occupied and Depopulated by Israel in 1948. Instituto de Estudios Palestinos. ISBN 0-88728-224-5
  - (1992) Palestine Reborn. I. B. Tauris. ISBN 1-85043-563-4
  - (1993) Benny Morris and Before Their Diaspora. Journal of Palestine Studies, 22(3) (Primavera de 1993), pp. 106–119.
  - (1993) The Jewish-Ottoman Land Company: Herzl's Blueprint for the Colonization of Palestine. Journal of Palestine Studies, 22(2) (Invierno de 1993), pp. 30–47.
  - (1996) Islam, the West and Jerusalem. Center for Contemporary Arab Studies & Center for Muslim–Christian Understanding, Georgetown University.
  - (1996) Revisiting the UNGA Partition Resolution. Journal of Palestine Studies, 27(1) (Otoño de 1997), pp. 5–21.
  - (1998) Khamsuna 'aman a'la taqsim Filastin. Fifty years since the Partition of Palestine (1947–1997), Dar al-Nahar, Beirut. (en árabe).
  - (1998) Selected Documents on the 1948 Palestine War. Journal of Palestine Studies. 27(3), 79.
  - (1999) Dayr Yasin: al-Jum'a, 9/4/1948. Dayr Yasin: Friday, 9 April 1948. Instituto de Estudios Palestinos. Beirut. (en árabe).
  - (2000) The Ownership of the U.S. Embassy Site in Jerusalem. Instituto de Estudios Palestinos. ISBN 0-88728-277-6
  - (2005) "On Albert Hourani, the Arab Office, and the Anglo-American Committee of Inquiry 1946", Journal of Palestine Studies vol 35, no. 1 (Otoño de 2005): 60–79
  - (2014) "Palestine and Palestine Studies: One Century after World War I and the Balfour Declaration." Center of Palestine Studies, SOAS, University of London First Annual Lecture, 6 de marzo de 2014